# Palazzo Vercillo
Der Palazzo Vercillo ist ein Palast aus dem späten 19. Jahrhundert in Catanzaro in der italienischen Region Kalabrien. Er liegt am Corso Giuseppe Mazzini, 103. Dort ist heute das Juweliergeschäft Raoul Sandoz S.R.L. untergebracht.